# Perstorps golfklubb
Perstorps golfklubb är en golfklubb grundad 1963 och belägen i Skåne.

## Banans karaktär
Banan är en blandning av park- och skogsbana - lätt kuperad. Utmaningen ligger inte främst i dess längd. Det är snarare den karaktärsfulla stilen på golfhålen som gör besöket minnesvärt.

## Klubbens historia
1961 fattade dåvarande styrelsen för Perstorp AB beslut att anlägga 9-hålsbana för företagets anställda att spela på. Under början av 1970-talet var klubben i full färd att bygga ut och det beslutades att klubben skulle öppnas. Därmed blev klubben medlem i Svenska Golfförbundet 1972.